# Méfie-toi de l'eau qui dort
Pour plus de détails, voir Fiche technique et Distribution.
Méfie-toi de l'eau qui dort est un film français réalisé par Jacques Deschamps et sorti en 1996.

## Synopsis
Les hésitations et les peurs d'un homme à travers les trois amours de sa vie, alors qu'il est enfant, adulte, puis âgé.

## Fiche technique
- Réalisation : Jacques Deschamps
- Scénario : Jacques Deschamps, Olivier Lorelle
- Décors : Louis Soubrier
- Costumes :  Anne Higgins, Charlotte David, Valentine Breton des Loys
- Photographie : Eric Guichard
- Son :  Frédéric de Ravignan, Dominique Davy
- Montage : Anne Weil
- Musique : Béatrice Thiriet[1]
- Producteur : Bertrand Faivre
- Société de distribution : MKL
- Genre : drame
- Durée : 110 minutes
- Date de sortie : 
  -  France - 13 novembre 1996

Sources : UniFrance et IMDb

## Distribution
- Gaylord Anjubault : l'enfant
- Jean Benguigui : M. Salmain
- Elise Champion : la jeune fille
- Maruschka Detmers : Françoise
- Philippe Dormoy
- Marina Golovine
- Frankie Pain
- Gamil Ratib
- Robin Renucci : Jean
- Marina Tomé : Dominique
- Yves Verhoeven

## Distinctions
- Meilleur premier film lors du Festival de Venise 1996
- Primé au Festival international du film de Thessalonique 1996